# David Cotterill
David Rhys George Best Cotterill (Cardiff, 4 de dezembro de 1987) é um ex-futebolista profissional galês que atuava como meia.

## Carreira
David Cotterill fez parte do elenco da Seleção Galesa de Futebol da Eurocopa de 2016.

## Seleção Galesa
Pela seleção galesa disputou 24 jogos e marcou 2 gols, o primeiro gol foi num amistoso contra Luxemburgo (que Gales por 5-1) em 11 de Agosto de 2010 e o outro foi em 13 de Outubro de 2014 na vitória de 2-1 de Gales sobre o Chipre pelas Eliminatórias da Euro 2016.